# Aknīste kommun
Aknīste kommun (lettiska: Aknīstes novads) varen kommun i Lettland. Den ligger låg den sydöstra delen av landet, 140 km sydost om huvudstaden Riga. Antalet invånare var3 303. Arean var 285 kvadratkilometer. Kommunens centralort var Aknīste.
2021 slogs kommunen samman med Jēkabpils kommun.